# Trikentrion
Trikentrion is een geslacht van sponsdieren uit de klasse van de Demospongiae (gewone sponzen).

## Soorten
- Trikentrion africanum van Soest, Carballo & Hooper, 2012
- Trikentrion catalina (Sim & Bakus, 1986)
- Trikentrion flabelliforme Hentschel, 1912
- Trikentrion helium Dickinson, 1945
- Trikentrion laeve Carter, 1879
- Trikentrion muricatum (Pallas, 1766)